# Fromentières (Marne)
Fromentières je francouzská obec v departementu Marne v regionu Grand Est. Žije zde 379 obyvatel.

## Geografie

### Sousední obce
| Růžice kompasu |                   | La Chapelle-sous-Orbais |             | Růžice kompasu |
| Růžice kompasu | Janvilliers       | Sever                   | Champaubert | Růžice kompasu |
| Růžice kompasu | Janvilliers       | Fromentières            | Champaubert | Růžice kompasu |
| Růžice kompasu | Janvilliers       | Jih                     | Champaubert | Růžice kompasu |
| Růžice kompasu | Le Thoult-Trosnay | Bannay                  | Baye        | Růžice kompasu |